# František Pelcner
František Pelcner (* 4. September, nach anderen Quellen 29. September 1909 in Prag; † 15. März, nach anderen Quellen 16. März 1985) war ein tschechoslowakischer Fußballspieler.

## Vereinskarriere
Pelcner spielte zunächst für den SK Libeň, 1929 wechselte er zu Čechie Karlín. Anfang 1932 wurde der Flügelstürmer von Sparta Prag verpflichtet. Mit Sparta wurde Pelcner, der als schnell und schussstark galt, in den Jahren 1932 und 1936 tschechoslowakischer Meister. Für Sparta absolvierte Pelcner insgesamt 99 Spiele, in denen er 49 Tore schoss. Im Jahr 1937 ging Pelcner zurück zu seinem Stammverein nach Libeň.
In 82 Erstligaspielen schoss Pelcner insgesamt 40 Tore.

## Nationalmannschaft
Pelcner spielte drei Mal für die tschechoslowakische Nationalmannschaft, dabei gelangen dem Außenstürmer drei Tore. Der Prager gab sein Debüt am 14. Juni 1931 in Warschau gegen Polen. Die Auswahl der Tschechoslowakei gewann 4:0, Pelcner schoss zwei Tore. Dennoch musste er über zwei Jahre auf seinen nächsten Einsatz warten, der erst am 17. September 1933 folgte. In Prag trennten sich die Tschechoslowakei und Österreich 3:3 unentschieden. Sein letztes Spiel für die Tschechoslowakei machte Pelcner am 15. Oktober 1933. In der Qualifikation zur Weltmeisterschaft 1934 trafen die Tschechoslowaken auf Polen, Pelcner erzielte in der 78. Spielminute den 2:1-Siegtreffer für die Gäste. In den 18-Mann starken Kader für die WM-Endrunde schaffte es Pelcner nicht.